# Radiodiscus iheringi
Radiodiscus iheringi е вид коремоного от семейство Charopidae.

## Разпространение
Видът е разпространен в Аржентина, Бразилия и Уругвай.